# Abu Kamara
Abu Kamara (Monrovia, 1º aprile 1997) è un calciatore liberiano, attaccante dell'Al-Seeb e della nazionale liberiana.

## Carriera

### Nazionale
Il 3 settembre 2021 ha esordito con la nazionale liberiana giocando l'incontro perso 2-0 contro la Nigeria, valido per le qualificazioni al campionato mondiale di calcio 2022.

## Statistiche

### Cronologia presenze e reti in nazionale
| Cronologia completa delle presenze e delle reti in nazionale ― Liberia | Cronologia completa delle presenze e delle reti in nazionale ― Liberia | Cronologia completa delle presenze e delle reti in nazionale ― Liberia | Cronologia completa delle presenze e delle reti in nazionale ― Liberia | Cronologia completa delle presenze e delle reti in nazionale ― Liberia | Cronologia completa delle presenze e delle reti in nazionale ― Liberia | Cronologia completa delle presenze e delle reti in nazionale ― Liberia | Cronologia completa delle presenze e delle reti in nazionale ― Liberia |
| Data                                                                   | Città                                                                  | In casa                                                                | Risultato                                                              | Ospiti                                                                 | Competizione                                                           | Reti                                                                   | Note                                                                   |
| ---------------------------------------------------------------------- | ---------------------------------------------------------------------- | ---------------------------------------------------------------------- | ---------------------------------------------------------------------- | ---------------------------------------------------------------------- | ---------------------------------------------------------------------- | ---------------------------------------------------------------------- | ---------------------------------------------------------------------- |
| 3-9-2021                                                               | Lagos                                                                  | Nigeria                                                                | 2 – 0                                                                  | Liberia                                                                | Qual. Mondiali 2022                                                    | -                                                                      | 57’                                                                    |
| 6-9-2021                                                               | Douala                                                                 | Rep. Centrafricana                                                     | 0 – 1                                                                  | Liberia                                                                | Qual. Mondiali 2022                                                    | -                                                                      | 47’ 68’                                                                |
| 10-10-2021                                                             | Mindelo                                                                | Capo Verde                                                             | 1 – 0                                                                  | Liberia                                                                | Qual. Mondiali 2022                                                    | -                                                                      | 31’ 68’                                                                |
| 13-11-2021                                                             | Tangeri                                                                | Liberia                                                                | 0 – 2                                                                  | Nigeria                                                                | Qual. Mondiali 2022                                                    | -                                                                      | 65’                                                                    |
| 16-11-2021                                                             | Tangeri                                                                | Liberia                                                                | 3 – 1                                                                  | Nigeria                                                                | Qual. Mondiali 2022                                                    | -                                                                      | 67’                                                                    |
| 25-9-2022                                                              | Alessandria d'Egitto                                                   | Niger                                                                  | 0 – 0                                                                  | Liberia                                                                | Amichevole                                                             | -                                                                      | 54’                                                                    |
| 27-9-2022                                                              | Alessandria d'Egitto                                                   | Egitto                                                                 | 3 – 0                                                                  | Liberia                                                                | Amichevole                                                             | -                                                                      | 77’                                                                    |
| 24-3-2023                                                              | Soweto                                                                 | Sudafrica                                                              | 2 – 2                                                                  | Liberia                                                                | Qual. Coppa d'Africa 2023                                              | -                                                                      |                                                                        |
| Totale                                                                 |                                                                        | Presenze                                                               | 8                                                                      |                                                                        | Reti                                                                   | 0                                                                      |                                                                        |